# Blyblomma
Blyblomma (Plumbago auriculata) är en art i familjen triftväxter.

## Synonymer
- Plumbagidium auriculatum (Lamarck) Spach, 1841
- Plumbago alba Pasq.
- Plumbago auriculata f. alba (Pasq.) T.H.Peng, 1987
- Plumbago capensis Thunberg, 1794
- Plumbago grandiflora Tenore, 1845